# Demetri d'Escepsis
Demetri d'Escepsis (en llatí Demetrius Scepsis, en grec antic Δημητριος) fou un escriptor i gramàtic grec del temps d'Aristarc de Samos i Crates, segons diu Estrabó. Era un home de bona família i filòleg agut.
Va escriure una llarga obra titulada Τρωικός διάκοσμος en almenys 26 volums segons Ateneu de Naucratis. L'obra era un comentari històric i geogràfic sobre aquella part del segon llibre de la Ilíada on s'enumeren les forces dels troians. Aquest autor se'l troba citat de vegades només amb el nom de Demetrius i de vegades només com a Scepsis.